# シクロヘキサデカン
| シクロヘキサデカン | シクロヘキサデカン |
| ------------------ | ------------------ |
| (CH2)16            |                    |
| IUPAC名            | シクロヘキサデカン |
| 分子式             | C16H32             |
| 分子量             | 224.42528          |
| CAS登録番号        | 295-65-8           |

シクロヘキサデカン (Cyclohexadecane) とは、シクロアルカンの1種。炭素原子が16個分岐することなく環状に連なっていて、CH2という構造が16回繰り返された構造をしている。分子式はC16H32。分子量は224.42528。